# Forets, etangs et tourbieres du Haut-Perche
Forets, etangs et tourbieres du Haut-Perche este o arie protejată (sit de importanță comunitară — SCI) din Franța întinsă pe o suprafață de 3.670 ha, integral pe uscat.

## Localizare
Centrul sitului Forets, etangs et tourbieres du Haut-Perche este situat la coordonatele 48°33′08″N 0°49′07″E / 48.55222°N 0.81861°E.

## Înființare
Situl Forets, etangs et tourbieres du Haut-Perche a fost declarat arie specială de conservare în baza directivei 92/43 din 1992 referitoare la conservarea habitatelor naturale și a faunei și florei sălbatice pentru a proteja 1 specie de plante și 14 specii de animale.

## Biodiversitate
Situată în ecoregiunea atlantică, aria protejată conține 18 habitate naturale: Ape oligotrofe din câmpii nisipoase, cu un conținut foarte redus de minerale (Littorelletalia uniflorae), Lacuri eutrofice naturale cu vegetație de tip Magnopotamion sau Hydrocharition, Pajiști umede nord-atlantice cu Erica tetralix, Pajiști cu Molinia pe soluri calcaroase, turboase sau argilos-nămoloase (Molinion caeruleae), Liziere de ierburi înalte hidrofile de câmpie și de nivel montan până la alpin, Mlaștini turboase de tranziție și turbării mișcătoare, Depresiuni pe substraturi de turbă de Rhynchosporion, Mlaștini alcaline, Păduri de fag Asperulo-Fagetum, Păduri de stejar sau de stejar și carpen sub-atlantice și medio-europene de Carpinion betuli, Păduri acidofile de stejar bătrân cu Quercus robur pe câmpii nisipoase, Mlaștini împădurite, Ape puternic oligomezotrofe cu vegetație bentonică cu Chara spp., Pajiști uscate seminaturale și facies de acoperire cu tufișuri pe substraturi calcaroase (Festuco-Brometalia) (* situri importante pentru orhidee), Păduri aluvionare cu Alnus glutinosa și Fraxinus excelsior (Alno-Padion, Alnion incanae, Salicion albae), Păduri de fag acidofile atlantice, cu subarboret de Ilex și, uneori, de asemenea, Taxus, la nivelul arbuștilor (Quercion robori-petraeae sau Ilici-Fagenion), Pajiști uscate europene, Mlaștini calcaroase cu Cladium mariscus și specii de Caricion davallianae.
La baza desemnării sitului se află mai multe specii protejate:
- plante (1): Luronium natans
- amfibieni (1): triton cu creastă (Triturus cristatus)
- mamifere (6): liliac cârn (Barbastella barbastellus), liliac cu urechi mari (Myotis bechsteinii), liliac cărămiziu (Myotis emarginatus), liliac comun (Myotis myotis), liliacul mare cu potcoavă (Rhinolophus ferrumequinum), liliacul mic cu potcoavă (Rhinolophus hipposideros)
- nevertebrate (4): Austropotamobius pallipes, fluturele auriu (Euphydryas aurinia), Euplagia quadripunctaria, rădașcă (Lucanus cervus)
- pești (3): zglăvoacă (Cottus gobio), Cottus perifretum, cicar (Lampetra planeri)

Pe lângă speciile protejate, pe teritoriul sitului au mai fost identificate 12 specii de plante, 7 specii de păsări, 9 specii de amfibieni, 10 specii de mamifere, 1 specie de nevertebrate, 7 specii de reptile.